# Ryeowook
Kim Ryeo-wook (hangul: 김려욱) (Incheon (Sangokdong, Baekmajang, Mt Chulma), 21 de junho de 1987), mais conhecido como Ryeowook (em coreano: 려욱), é um cantor, compositor e ator sul-coreano. Ele é integrante do boy group  sul-coreano Super Junior, e também integrante de seus subgrupos Super Junior-K.R.Y. e Super Junior-M, sendo um dos vocalistas principais. Ryeowook é DJ do programa de rádio Kiss the Radio desde 2011, e foi, juntamente com outros quatro integrantes do Super Junior-M, um dos primeiros artistas sul-coreanos a aparecer em selos postais chineses. Fez sua estreia como artista solo em 28 de janeiro de 2016, com o mini-álbum The Little Prince. No dia 10 de dezembro de 2018, Ryeowook lançou seu segundo álbum solo, intitulado Drunk On Love.

## Discografia

### EPs
- 2016: The Little Prince
- 2018: Drunk On Love

### Contribuições e trilhas sonoras
| Ano  | Álbum                         | Canção                          | Artista            |
| ---- | ----------------------------- | ------------------------------- | ------------------ |
| 2010 | Home Sweet Home OST           | "Smile Again"                   | Ryeowook           |
| 2010 | President OST                 | "Biting my Lips"                | Ryeowook           |
| 2010 | It's Okay, Daddy's Girl OST   | "Just Like Now"                 | Ryeowook e Donghae |
| 2010 | Falling In Love With A Friend | "Falling In Love With A Friend" | Beige e Ryeowook   |
| 2011 | Spy Myung-wol OST             | "If You Love Me More"           | Ryeowook           |
| 2013 | High School Musical OST       | "Start Of Something New"        | Ryeowook e Luna    |
| 2013 | The Queen's Classroom OST     | "Maybe Tomorrow"                | Ryeowook           |

## Turnês
- 2016: The Agit: Everlasting Star

## Filmografia

### Filmes
| Ano  | Título                    | Papel                               |
| ---- | ------------------------- | ----------------------------------- |
| 2007 | Attack on the Pin-Up Boys | Vice-presidente do corpo estudantil |
| 2010 | Super Show 3 3D           | Ele mesmo                           |
| 2012 | I AM.                     | Ele mesmo                           |
| 2013 | Super Show 4 3D           | Ele mesmo                           |
| 2015 | SMTown The Stage          | Ele mesmo                           |

### Programas de variedade
| Ano               | Título                                  | Papel        | Emissora |
| ----------------- | --------------------------------------- | ------------ | -------- |
| 2012              | Immortal Songs 2 (Episódios 55-63 e 71) | Convidado    | KBS      |
| 2014 – 2015       | Super Idol Chart Show                   | Apresentador | Mnet     |
| 2015 – atualmente | Enter K                                 | Apresentador | YTN      |
| 2016              | King of Mask Singer (Episódios 40-41)   | Golden Time  | MBC      |
| 2016              | Immortal Songs 2 (Episódio 235)         | Convidado    | KBS      |

### Teatro musical
| Ano  | Título                                            | Papel         |
| ---- | ------------------------------------------------- | ------------- |
| 2011 | Temptation of Wolves                              | Jung Tae-sung |
| 2013 | High School Musical                               | Troy Bolton   |
| 2014 | Goddess is Watching                               | Ryu Sun-ho    |
| 2015 | Agatha                                            | Raymond       |
| 2015 | Goddess is Watching                               | Ryu Sun-ho    |
| 2015 | The Curious Incident of the Dog in the Night-Time | Christopher   |

### Rádio
| Ano               | Título                      | Emissora |
| ----------------- | --------------------------- | -------- |
| 2009              | KBS News 10                 | KBS 2R   |
| 2011 – atualmente | Super Junior Kiss the Radio | KBS 2FM  |

### Aparições em vídeos musicais
| Ano  | Canção                          | Artista                          |
| ---- | ------------------------------- | -------------------------------- |
| 2009 | "S.E.O.U.L."                    | Super Junior e Girls' Generation |
| 2010 | "Falling In Love With A Friend" | Ryeowook e Beige                 |

## Prêmios e indicações
| Ano  | Premiação                | Nomeação                  | Categoria                | Resultado |
| ---- | ------------------------ | ------------------------- | ------------------------ | --------- |
| 2007 | Korean Movie Awards      | Attack on the Pin-Up Boys | Melhor Ator Coadjuvante  | Indicado  |
| 2007 | Korean Movie Awards      | Attack on the Pin-Up Boys | Melhor Desempenho Cômico | Indicado  |
| 2012 | Golden Ticket Awards     | Temptation of the Wolves  | Sucesso dos Musicais     | Indicado  |
| 2015 | KBS Entertainment Awards | Kiss the Radio            | Prêmio de DJ de Rádio    | Venceu    |